# Matilda Kerry
Matilda Kerry (1981) è un'ex modella e medico nigeriana, eletta Miss Nigeria 2000.

## Biografia
Matilda Kerry ha frequentato la Federal Girls College di Benin City, dove ha ottenuto una qualifica di livello O. Al termine ha seguito le orme del padre ed ha ottenuto l'ammissione presso l'università di Lagos per studiare medicina e chirurgia. Nel 2007 ha ottenuto la laurea ed ha prestato servizio per il National Cervical Cancer Prevention Centre ed istituendo il Nigeria Cervical Health Campaign.
Nel 2000 è stata incoronata Most Beautiful Girl in Nigeria, diventando la rappresentante della nazione per Miss Mondo 2000. Come Miss Nigeria, il suo programma è stato quello di utilizzare la propria celebrità per promuovere la consapevolezza della malattia della lebbra. Kerry ha anche lavorato brevemente come modella.
Nel 2009, Kerry è apparsa nel talent show Super Runway come consulente di stile e moda.